# Patrick Platins
Patrick Platins (* 19. April 1983 in Immenstadt im Allgäu) ist ein ehemaliger deutscher Fußballtorwart.

## Karriere
Platins kam 2002 das erste Mal in der zweiten Mannschaft des VfL Wolfsburg zum Einsatz. Kurz darauf bekam er seinen ersten Profivertrag und wurde dritter bzw. vierter Torwart der Bundesliga-Mannschaft. Dort kam er zu keinem Bundesligaeinsatz, spielte aber regelmäßig in der zweiten Mannschaft.
2008 wurde er für 10.000 Euro Leihgebühr für ein halbes Jahr an den FC Augsburg verliehen. Dort kam er jedoch zu keinem Einsatz. Zu Beginn der Saison 2008/09 kehrte er zum VfL Wolfsburg zurück, bei dem er wieder in der zweiten Mannschaft zum Zuge kam.
Nach der Saison wurde sein Vertrag nicht verlängert, woraufhin er keinen neuen Verein fand. Im Februar 2010 wurde er von Arminia Bielefeld verpflichtet, nachdem sich Ersatztorwart Rowen Fernandez während eines Spiels verletzt hatte. In Bielefeld absolvierte Platins am letzten Spieltag der Saison 2009/10 sein Profidebüt. Für die Arminia bestritt er auch die letzten sechs Spiele der Saison 2010/11, Ausnahme bildete nur das letzte Heimspiel der Saison, in dem Dennis Eilhoff sein Abschiedsspiel gab. Mit Arminia Bielefeld stieg er als Tabellenletzter aus der zweiten Bundesliga ab.
In der Drittligasaison 2011/12 war Platins unter dem neuen Trainer Markus von Ahlen im Tor gesetzt. Nachdem die Arminia jedoch keines der ersten zehn Spiele gewinnen konnte, wurde von Ahlen entlassen. Dessen Nachfolger Stefan Krämer stellte die Mannschaft auf einigen Positionen um, sodass auch Platins seinen Stammplatz an den neun Jahre jüngeren Stefan Ortega Moreno verlor. Nachdem dieser einige starke Spiele absolvierte und auch die Arminia insgesamt in die Erfolgsspur zurückfand, musste sich Platins zunächst mit der Reservistenrolle begnügen. Dies änderte am 30. Spieltag, als die Arminia gegen den Erzrivalen Preußen Münster durch einen Abspielfehler Ortegas den späten Ausgleich zum 2:2 hinnehmen musste. Platins kehrte daraufhin am nächsten Spieltag in das  Bielefelder Tor zurück und behielt diesen Platz auch für die restlichen acht Spiele der Saison.
Die Saison 2012/13 verlief sowohl für Platins, als auch für die Arminia insgesamt äußerst erfolgreich. Bis auf wenige Spiele im Westfalenpokal und das letzte Spiel der Saison in Burghausen, absolvierte der Torhüter alle Spiele für die Blauen und zeigte dabei eine überzeugende Leistung. Gekrönt wurde diese Saison mit dem Aufstieg in die 2. Fußball-Bundesliga, durch den sich auch Platins Vertrag automatisch verlängerte. Nach dem sofortigen Wiederabstieg erhielt er keinen neuen Vertrag.
Am 31. Juli 2014 wechselte er zum Zweitliga-Aufsteiger SV Darmstadt 98, bei dem er einen bis zum 30. Juni 2016 gültigen Vertrag unterzeichnete. Ohne Zweitligaeinsatz stieg er mit den „Lilien“ am Saisonende als Tabellenzweiter in die Bundesliga auf. Nach der Spielzeit 2015/16 beendete er seine aktive Karriere.
Seit Juli 2017 ist er Torwarttrainer der Frauenmannschaft des VfL Wolfsburg.

## Erfolge
- Deutscher Meister 2009 (mit dem VfL Wolfsburg)
- Vizemeister der 2. Bundesliga 2015 und Aufstieg in die Bundesliga (mit dem SV Darmstadt 98)
- Vizemeister der 3. Fußball-Liga 2013 und Aufstieg in die 2. Bundesliga (mit Arminia Bielefeld)
- Westfalenpokalsieger 2012, 2013 (mit Arminia Bielefeld)